# Оаонуї – Нью-Плімут
Оаонуї — Нью-Плімут — трубопровідна система, призначена для транспортування продукції з газопереробного заводу Оаонуї.
ГПЗ Оаонуї працює з продукцією найбільшого новозеландського газового родовища Мауї, розробка якого почалась в 1979 році. Отримані на ГПЗ гомологи метану відправляють до Нью-Плімуту, де розташований єдиний великий порт на західному узбережжі Північного острова Нової Зеландії. Для цього використовують два трубопроводи:
- довжиною 42 км та діаметром 200 мм, по якому транспортують конденсат та naphtha (суміші рідких вуглеводнів, що оптимізована для потреб нафтохімічної промисловості). Відомо, що станом на 2013 рік максимальна здатність ГПЗ Оаонуї видавати ці продукти становила 4000 м3 на добу;
- діаметром 150 мм, що призначений для транспортування зрідженого нафтового газу (ЗНГ, пропан-бутанова фракція). Він належить компанії Liquigas, на сайті якої довжина трубопроводу зазначена як «п'ятдесят кілометрів». Liquigas, що займається дистрибуцією ЗНГ по Новій Зеландії, створили компанії Todd, Shell (учасники консорціуму, який організував розробку Мауї), Rockgas та NGC. Відомо, що майданчик Liquigas поблизу ГПЗ Оаонуї почав працювати в 1984 році та первісно здійснював відвантаження у автоцистернах, а в подальшому отримав трубопровід до порту.
У Нью-Плімуті конденсатопровід сполучений з резервуарними парками Пурітуку (сюди також під'єднаний конденсатопровід Капуні – Нью-Плімут) та Омата (також сюди виведено конденсатопровід Похокура – Нью-Плімут та перемичку від установки підготовки Мак-Кі-Мангахева). Пурітуку станом на кінець 2010-х мав ємність зберігання 40 тисяч тонн, тоді як для Омата цей показник становив 25 тисяч тонн. З резервуарних парків конденсат та naphtha по перемичках діаметром 450 мм відправляють на танкери, при цьому конденсат первісно вивозили до єдиного новозеландського нафтопереробного заводу Марсден-Пойнт (наразі вже закритий).